# Nileshwaram
Nileshwaram o Nileshwar (malabar: നീലേശ്വരം) es una ciudad del estado indio de Kerala perteneciente al distrito de Kasaragod.
En 2011, el municipio tenía una población de 54 787 habitantes. Forma parte del taluk de Hosdurg.
Recibe su topónimo de un antiguo señorío feudal perteneciente a las dinastías de Kolathiri y Zamorín. Se considera uno de los principales centros culturales del norte de Kerala, conocido por albergar varios bosques sagrados llamados kavu y por su arte theyyam. En 1918 se abrió aquí uno de los primeros institutos de secundaria del norte de Kerala.
Se ubica en el entorno de la desembocadura del río Thejaswini en el mar Arábigo, unos 30 km al sureste de la capital distrital Kasaragod sobre la carretera 66 que lleva a Cananor.